# Souris noire
Souris noire est une série télévisée française pour enfants en vingt épisodes, créée par Jean-Pierre Bastid et diffusée dans l'émission Amuse 3 du 20 décembre 1987 au 19 février 1989 sur France Régions 3 (FR3).
Elle a ensuite été rediffusée dans l'émission Objectif Tintin à partir du 4 juillet 1990, toujours sur FR3.

## Synopsis
Une petite fille surnommée Souris noire mène différentes enquêtes autour de son quartier.

## Réalisateurs

### Saison 1
- Jean-Louis Bertuccelli : épisodes 2, 6
- Régis Duval : épisode 8
- Jacques Fansten : épisodes 1, 5
- Michel Favart : épisodes 3, 7
- Maurice Frydland : épisodes 4, 9
- Christine Goyetche : épisode 10

### Saison 2
- Jean-Pierre Bastid : épisodes 7, 8, 10
- Jean-Louis Bertuccelli : épisodes 1, 2
- Pierre Etaix : épisode 5
- Jean-François Jung : épisode 3
- Daniel Moosmann : épisodes 6, 9
- Jean-Pierre Ronssin : épisode 4

## Distribution
- Vanessa Guedj : Souris noire

## Épisodes

### Saison 1
1. J'ai tué mon prof
2. La pêche aux caramels
3. Les doigts rouges
4. La nuit du voleur
5. Tchao grumeau
6. Le crime de Cornin Bouchon
7. On a volé le Nkoro-Nkoro
8. Le monstre du lac noir
9. Sous la lune d'argent
10. Clic clac

### Saison 2
1. L'affaire du collier
2. Panique au zoo
3. La vengeance de la momie
4. Impossible n'est pas français
5. Le rapt
6. L'enfant au violon
7. Du son pour la souris
8. Les pestes
9. T'as pas vu ma planète?
10. La Belle et le Loubard

## Commentaires
- Les épisodes de la série ont été adaptés de romans policiers pour la jeunesse publiés à Syros (maison d'édition) dont la collection est intitulée Souris noire[1].